# Eleonora Cecchini
Eleonora Cecchini (sinh ngày 27 tháng 9 năm 2003) là một nữ cầu thủ bóng đá người San Marino hiện tại đang thi đấu ở vị trí tiền vệ cho câu lạc bộ St. Catharines Roma Wolves tại League1 Ontario. 

## Sự nghiệp thi đấu

### Trẻ
Cecchini dành cả sự nghiệp cầu thủ trẻ cho câu lạc bộ San Marino Academy.

### Cao đẳng
Vào tháng 3 năm 2022, cô bắt đầu cam kết theo học tại Đại học D'Youville ở Hoa Kỳ, nơi cô chơi cho đội bóng đá nữ của trường. Vào ngày 5 tháng 9 năm 2022, cô ghi bàn thắng đầu tiên cho đội bóng đá vào lưới Bluefield State Big Blue. Sau khi ghi bàn trong trận đấu tiếp theo, cô được mệnh danh là Cầu thủ xuất sắc nhất tuần của East Coast Conference. Cô dẫn đầu đội bóng về thành tích ghi bàn trong mùa giải với 4 bàn thắng. Vào cuối năm sinh viên năm nhất, cô có tên trong ECC All-Conference Second Team và USCAA Second Team All-American.

### Chuyên nghiệp

#### San Marino Academy
Tháng 12 năm 2018, cô ra mắt cho đội 1 của San Marino Academy trong trận gặp Pontedera tại Serie C. Vào ngày 5 tháng 5 năm 2021, cô ra mắt cho đội bóng tại Serie A. Cô vẫn ở lại đội bóng trong mùa giải 2021–22 tại Serie B. Vào ngày 10 tháng 3 năm 2022, cô ghi bàn thắng chuyên nghiệp đầu tiên cho đội bóng, vào lưới Roma C.F..

#### St. Catharines Roma Wolves
Năm 2023, cô gia nhập câu lạc bộ St. Catharines Roma Wolves tại League1 Ontario.

### Quốc tế
Do San Marino không có một đội tuyển quốc gia dành riêng cho bóng đá nữ nên vào tháng 1 năm 2018, cô đã tham gia trại huấn luyện với đội tuyển U-15 Ý. Cô tiếp tục được gọi lên một trại huấn luyện khác vào tháng 7.